# 2009 en Bretagne
 Chronologie de la Bretagne
- 2005
- 2006
- 2007
- 2008
- 2009
- 2010
- 2011
- 2012
- 2013

Cette page recense des événements qui se sont produits durant l'année 2009 en Bretagne.

## Culture

### Musique
- 31 juillet au 9 août : Festival interceltique de Lorient.